# 長谷川忠崇
長谷川 忠崇（はせがわ ただたか）は、江戸時代中期の武士。江戸幕府旗本、飛騨代官。家禄は400俵。

## 生涯
元禄7年（1694年）、江戸幕府旗本・長谷川忠国の子として誕生。
享保13年（1728年）、家督を継ぎ、父に代わって飛騨代官となる。享保14年（1729年）に美濃国上川辺にあった出張陣屋を同国下川辺に移転した（下川辺出張陣屋）。また、これまでの飛騨代官は主に江戸から行政を行っていたが、元文3年（1738年）から高山在住に改めた。享保14年（1732年）の頃には、飛騨国・美濃国内で5万4500石を支配した。
元文4年（1739年）、家に伝わる古文書329通を幕府に献じて時服・黄金を賜う。在任中は飛騨地域の歴史書『飛州志』の編纂や史跡・橋梁などへの石碑の建立などを実施。飛騨国内の史跡の維持や啓発活動に力を注ぎ、同地の歴史を今日に伝える現存する資料を残した。そのほか、年貢の増免と百姓の江戸出訴への対応、年貢の金納化のための石代五カ所聞合法の採用、高山の人別米制度の実施を行なった。
延享2年（1745年）、病により職を免じられたが、宝暦2年（1752年）には細工頭へ再出仕。宝暦7年（1757年）に鉄砲箪笥奉行へ転任となる。
しかし、安永6年（1777年）には老齢により職を免じ黄金を賜うが、同年には病死した。享年84。
なお、忠崇のように父から子へと飛騨代官の職を継承している例は、この後に大原騒動でも知られる大原紹正、大原正純の例がある。

## 経歴
- 享保13年（1728年）家督を継ぎ、飛騨代官となる。
- 延享2年（1745年） 病免。
- 宝暦2年（1745年） 細工頭へ再出仕。
- 宝暦7年（1757年） 鉄砲箪笥奉行となる。
- 安永6年（1777年） 死去。